# 543 v. Chr.
Portal Geschichte | Portal Biografien | Aktuelle Ereignisse | Jahreskalender | Tagesartikel

◄ |
7. Jahrhundert v. Chr. |
6. Jahrhundert v. Chr. |
5. Jahrhundert v. Chr. |
►

◄ | 560er v. Chr. | 550er v. Chr. | 540er v. Chr. | 530er v. Chr. |
520er v. Chr. |
►

◄◄ | ◄ | 546 v. Chr. | 545 v. Chr. | 544 v. Chr. | 543 v. Chr. |
542 v. Chr. |
541 v. Chr. |
540 v. Chr. |
► |
►►

## Ereignisse
- In seinem zwölften Regierungsjahr (544 bis 543 v. Chr.) lässt der babylonische König Nabonid den Schaltmonat Addaru II ausrufen, der am 11. März[1] beginnt.
- Im babylonischen Kalender fällt das babylonische Neujahr des 1. Nisannu auf den 10.–11. April[1]; der Vollmond im Nisannu auf den 24.–25. April[1] und der 1. Tašritu auf den 4.–5. Oktober[1].[2]

## Gestorben
- nach traditioneller bzw. unkorrigierter buddhistischer Überlieferung das mögliche Todesjahr von Siddhartha Gautama